# Dolomedes actaeon
Dolomedes actaeon là một loài nhện trong họ Pisauridae.
Loài này thuộc chi Dolomedes. Dolomedes actaeon được Mary Agard Pocock miêu tả năm 1903.